# Staphylinus
Staphylinus Linnaeus, 1758 è un genere di coleotteri della famiglia degli Staphylinidae.

## Alcune specie
- Staphylinus ater (Gravenhorst, 1802)
- Staphylinus badipes LeConte, 1863
- Staphylinus caesareus Cederjhelm, 1798
- Staphylinus dimidiaticornis Gemminger, 1851
- Staphylinus erythropterus Linnaeus, 1758
- Staphylinus luteipes LeConte, 1861
- Staphylinus nigrellus Horn, 1879
- Staphylinus olens Müller, 1764
- Staphylinus pleuralis LeConte, 1861
- Staphylinus saphyrinus LeConte, 1861
- Staphylinus sepulchralis Erichson, 1839
- Staphylinus winkleri Bernhauer, 1917